# С чистого листа (телесериал)
«С чи́стого листа́» (англ. Flaked) — американский комедийный телесериал, созданный Уиллом Арнеттом в соавторстве с создателем/исполнительным продюсером «Замедленного развития» Митчеллом Хурвицем. Первый сезон состоит из восьми получасовых эпизодов, которые стали доступны на платформе Netflix 11 марта 2016 года. В июле 2016 года сериал был продлён на второй сезон из шести эпизодов, премьера которого состоялась 2 июня 2017 года.
Обозреватель Синди Элавски описывает шоу как «историю гуру самопомощи по имени Чип, который старается на шаг опережать свою собственную ложь».

## В ролях

### Основной состав
- Уилл Арнетт — Чип
- Дэвид Салливан — Деннис
- Рут Кирни — Лондон / Клэр
- Джордж Бэзил — «Кулер» / Джон

### Второстепенный состав
- Лина Эско — Кара
- Деннис Губбинс — тот чёртов парень
- Кристофер Минц-Плассе — Тофер
- Майк Кокрейн — тату-мастер
- Джефф Дэниел Филлипс — Уно
- Кёрсти Элли — Джеки
- Хизер Грэм — Тилли
- Сиана Кофоед — Ванесса Вайсс
- Анника Маркс — Брук
- Джессика Лоу — вдова
- Аннабет Гиш — Алисия Вейнер
- Роберт Уиздом — Джордж Флак
- Тревис Миллс — Стефан
- Марк Бун Джуниор — Джерри
- Фрэнки Шоу — Наташа
- Джим Тёрнер — председатель
- Элизабет Рём — Алекс

## Отзывы критиков
Первый сезон телесериала получил смешанные отзывы критиков. На Rotten Tomatoes сезон держит 35 % «свежести», что основано на 31-м отзыве со средним рейтингом 5,1 из 10. Критический консенсус сайта гласит: «Тупой и бессмысленный сериал „С чистого листа“ в неловкой форме показывает нам, что образ мужчины-ребёнка больше не привлекателен». Зрители оценили шоу на 84 %. На Metacritic сезон имеет 43 балла из 100, что основано на 16-ти «смешанных и средних» рецензиях критиков.
Шоу было раскритиковано Vox за «глупые сюжетные ходы» и излишнюю мелодраму.